# Palesztina a 2000. évi nyári olimpiai játékokon
Palesztina az ausztráliai Sydneyben megrendezett 2000. évi nyári olimpiai játékok egyik részt vevő nemzete volt. Az országot az olimpián 2 sportágban 2 sportoló képviselte, akik érmet nem szereztek.

## Atlétika
Férfi
| Versenyző   | Versenyszám     | Eredmény | Helyezés |
| ----------- | --------------- | -------- | -------- |
| Rámi ed-Díb | 20 km gyaloglás | 1:32:32  | 44.      |

## Úszás
Női
| Versenyző      | Versenyszám | Előfutam | Előfutam | Előfutam | Elődöntő | Elődöntő | Elődöntő | Döntő   | Döntő    |
| Versenyző      | Versenyszám | Idő      | Hely.    | Össz.    | Idő      | Hely.    | Össz.    | Idő     | Helyezés |
| -------------- | ----------- | -------- | -------- | -------- | -------- | -------- | -------- | ------- | -------- |
| Szamar Nasszár | 50 m gyors  | 30,05    | 2.       | 65.      | kiesett  | kiesett  | kiesett  | kiesett | kiesett  |